# Eine chilenische Hochzeit
Eine chilenische Hochzeit ist ein Dokumentarfilm des DEFA-Studios für Dokumentarfilme von Rainer Ackermann und Valentin Milanow aus dem Jahr 1979.

## Handlung
Ein chilenisches Studentenpaar, welches sich wegen des Putsches der faschistischen Junta in Chile im Asyl in der DDR befindet, heiratet 1977 hier.
Die Hochzeitsfeier findet in einer einfach eingerichteten Plattenbauwohnung statt und ähnelt den deutschen Hochzeiten. Es wird getanzt, getrunken und gesungen. Auch hier schmeißt die Braut den Brautstrauß hinter sich, so dass der von einem unverheirateten Mädchen aufgefangen werden kann.
Doch in den Gesprächen rückt immer wieder die Erinnerung an Verhöre und Folter während der Pinochet-Diktatur und die Angst um die zurückgelassenen Freunde und Verwandten in den Vordergrund. Die Braut zeigt Bilder von ihrem Studium in Chile und erzählt, dass sie nach ihrer Verhaftung einen Monat in einem Folterhaus und drei Monate in einem Konzentrationslager zubrachte, bevor sie Chile verlassen musste. In der DDR hat sie ihren jetzigen Mann kennengelernt.
Eine Besucherin erzählt, dass ihr Mann in Chile verschwunden ist und sie bis heute nicht weiß, wo er sich befindet. Ein weiterer junger Mann berichtet, dass er 1973 von der Junta verhaftet und anschließend erschossen wurde. Man hielt ihn jedenfalls für tot und so konnten ihn Genossen von der Straße auflesen, in eine Poliklinik und anschließend in ein Krankenhaus bringen. Von dort kam er mit Hilfe seiner Genossen in die französische Botschaft, wo er ein Visum erhielt und damit nach Frankreich ausreisen konnte. In der DDR will er nun ein Studium beginnen.
Das junge Ehepaar, sie studiert Veterinärmedizin, er wird Lehrer für Marxismus-Leninismus will nach Abschluss des Studiums in ein Land gehen, wo sie gebraucht werden – nach Angola, Mosambik oder Kuba.

## Produktion
Die Dreharbeiten zu diesem Schwarzweißfilm fanden 1977 statt und die Uraufführung erfolgte am 16. Mai 1979.
Die Dramaturgie lag in den Händen von Ursula Demitter.